# Maciej Jodko
Maciej Jodko (ur. 24 listopada 1982 w Rzeszowie) – polski snowboardzista, olimpijczyk i wielokrotny medalista mistrzostw polski w kolarstwie zjazdowym, 4 Crossie i Dualu. Jako snowboardzista reprezentuje klub AZS Zakopane.
Startował na Igrzyskach w Vancouver. W snowcrossie zajął 27. miejsce. W sezonie 2010/2011 zajął 3. miejsce w Pucharze Europy w Snowboard Cross uzyskując w końcowej klasyfikacji generalnej 1835 punkty.
Ważniejsze osiągnięcia w Kolarstwie:
- 2011:
  - 5. miejsce Puchar Polski – Wisła
  - 1. miejsce Joy Ride Open Series – Kluszkowce
  - 1. miejsce DualDownhill – Rumunia
  - 1. miejsce Puchar Polski – Czarna Góra
  - 1. miejsce Joy Ride Open Series – Wisła
  - 2. miejsce Mistrzostwa Polski, Puchar Polski – Szczyrk
  - 1. miejsce Downstairs – Ustroń
  - 1. miejsce Puchar Polski – Wierchomla
  - 2. miejsce Joy Ride Open Series – Koninki
  - 5. miejsce Mistrzostwa Rumunii – Brasov
  - 2. miejsce Puchar Polski – Zawoja
  - 1. miejsce Joy Ride Open Series – Zakopane

- 2010:
  - 2. miejsce Puchar Polski Wisła
  - 1. miejsce Puchar Polski Czarna Góra
  - 111. miejsce (defekt opony) Puchar Świata Maribor
  - 4. miejsce Puchar Słowenii
  - 1. miejsce Puchar Polski Międzybrodzie Żywieckie
  - 110. miejsce Puchar Świata Leogang (przewrotka)
  - 31. miejsce Puchar Europy Leogang
  - 1. miejsce Puchar Polski Wierchomla
  - 2. miejsce Puchar Polski Szczawnica
  - 1. miejsce Mistrzostwa Polski Puchar Polski Czarna Góra
  - 5. miejsce Puchar Polski Myślenice
  - 1. miejsce Mistrzostwa Rumunii

- 2009:
  - 2. miejsce Puchar Polski Myślenice
  - 1. miejsce Puchar Polski Międzybrodzie Żywieckie
  - 1. miejsce Puchar Polski Czarna Góra
  - 1. miejsce Puchar Polski Wierchomla
  - 2. miejsce (upadek) Puchar Polski Wisła
  - 2. miejsce Puchar Polski Wierchomla
  - 1. miejsce Dual Downhill Rumunia Cluj Napoca
  - 11. miejsce Mistrzostwa Europy Słowenia Kranjska Gora
  - 4. miejsce Puchar Europy Leogang
  - 4. miejsce Puchar Czech Velke Karlovice
  - 2. miejsce Puchar Czech Klinovec
  - 6. miejsce (upadek) Puchar Austrii Windichgarsten
  - 1. miejsce Puchar Słowacji Krompachy
  - 1. miejsce Downstairs Ustroń -Puchar Świata Słowenia Maribor upadek
  - 69. miejsce Puchar Świata – Austria Schladming
  - 3. miejsce Puchar Wierchomli
  - 2. miejsce Klasyfikacja Generalna Pucharu Polski

- 2008:
  - Mistrz Polski DH
  - 37. miejsce w Mistrzostwach Świata

- 2007:
  - Mistrz Polski DH

- 2006:
  - Mistrz Polski DH
  - 1. miejsce w Pucharze Polski DH

- 2005:
  - Mistrz Polski DH
  - Mistrz Polski 4 Cross
  - 13. miejsce w Olympus Cup E1 (Chorwacja)
  - 36. miejsce w Pucharze Świata w 4 Cross w Willingen (Niemcy)

- 2004:
  - 2. miejsce Mistrzostwa Chorwacji
  - 2. miejsce Puchar Austrii
  - 2. miejsce Puchar Czech Bozi Dar
  - 15. miejsce Mistrzostwa Europy
  - 2 zwycięstwa w Krynicy – Nokia Downhill Cup
  - 2. miejsce Mistrzostwa Polski 4X

- 2003:
  - 2. miejsce Mistrzostwa Polski Zjazd
  - 1. miejsce Puchar Polski Ustroń
  - 2. miejsce Puchar Polski Zakopane
  - 1. miejsce (2X) Puchar Polski Szklarska Poręba
  - 34. miejsce Puchar Świata Fort William
  - 3. miejsce Puchar Austrii Schladming 3. miejsce, St Gilgen

- 2002:
  - 1. miejsce Mistrzostwa Polski Zjazd
  - 3. miejsce Mistrzostwa Polski 4cross
  - 2. miejsce Nokia Downhill Cup
  - 3. miejsce Żywiec Dual Cup
  - 3. miejsce Austria Downhill Cup

- 2001:
  - 2. miejsce Mistrzostwa Polski Zjazd
  - 3. miejsce Mistrzostwa Polski Dual – Nokia Downhill Cup
  - 5. miejsce Żywiec Dual Cup

- 2000:
  - 1. miejsce Mistrzostwa Polski Zjazd (junior)
  - 1. miejsce Mistrzostwa Polski Dual (junior)
  - 1. miejsce Nokia Downhill Cup (junior)